# Klidastes
Klidastes (Clidastes) – rodzaj wymarłych morskich jaszczurek z rodziny mozazaurów (Mosasauridae).

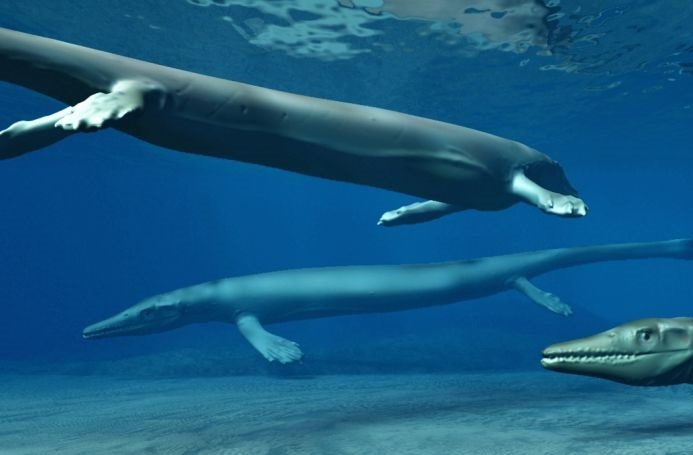
Gatunek typowy – Clidastes propython

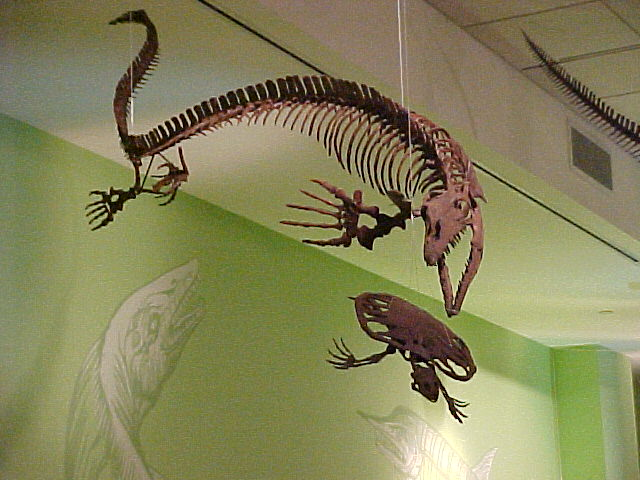
Szkielety klidastesa i żółwia z rodziny Toxochelyidae

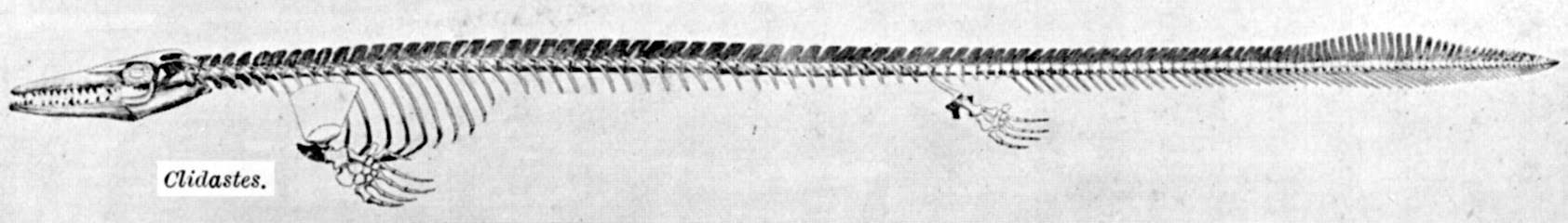
Rysunek szkieletu klidastesa

Clidastes był stosunkowo niewielki jak na mozazaura – największe osobniki dorastały do 6,2 m długości z czaszką dochodzącą do 65,8 cm. Charakteryzował się wydłużonym ciałem i względnie krótkim, spłaszczonym ogonem. Clidastes był prawdopodobnie przedstawicielem mniej zaawansowanej ewolucyjnie grupy Mosasaurinae – wskazuje na to przede wszystkim budowa kończyn, między innymi niewielka liczba paliczków i duże odstępy pomiędzy palcami. Niektórzy naukowcy twierdzą, że w przeciwieństwie do mozazaurów takich jak platekarp żył na głębszych wodach, jednak inni uważają, że preferował wody przybrzeżne. W odróżnieniu od większości przedstawicieli Mosasauridae prawdopodobnie nie połykał zdobyczy w całości, lecz odgryzał ostrymi zębami od ciała ofiary kawały mięsa możliwe do połknięcia.
Żył w okresie późnej kredy (kampan, około 73–70 mln lat temu) na terenach obecnej Ameryki Północnej. Jego szczątki odnaleziono w Stanach Zjednoczonych (w stanach Alabama i Kansas).
Gatunki
- Clidastes propython Cope, 1869
- Clidastes liodontus Merriam, 1894
- Clidastes „moorevillensis” Bell, 1997